# Martin Sternagel

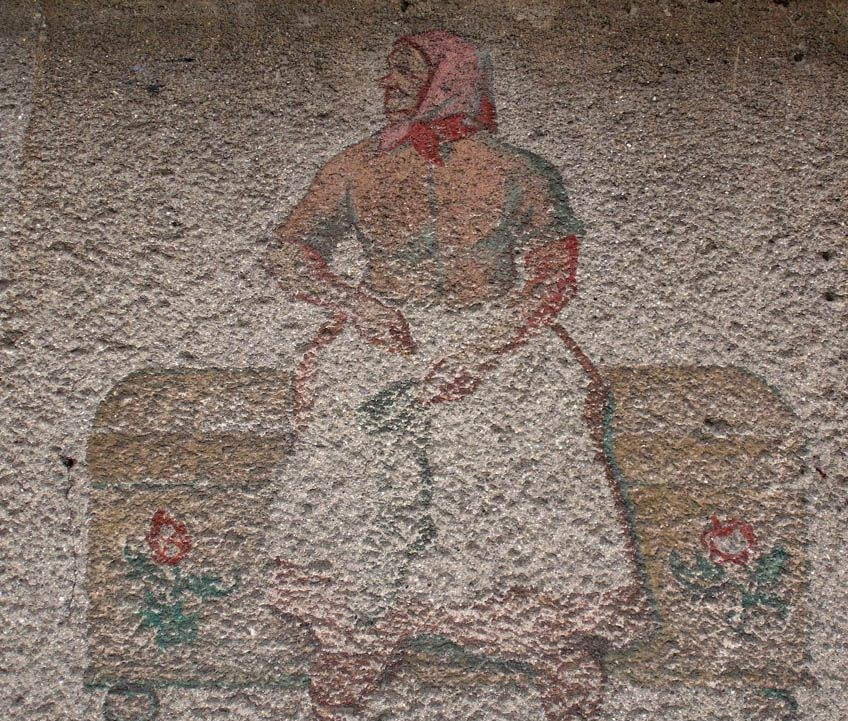
Figur aus Fresko an der Kreissparkasse in Bad Charlottenbrunn (Foto: 1958)

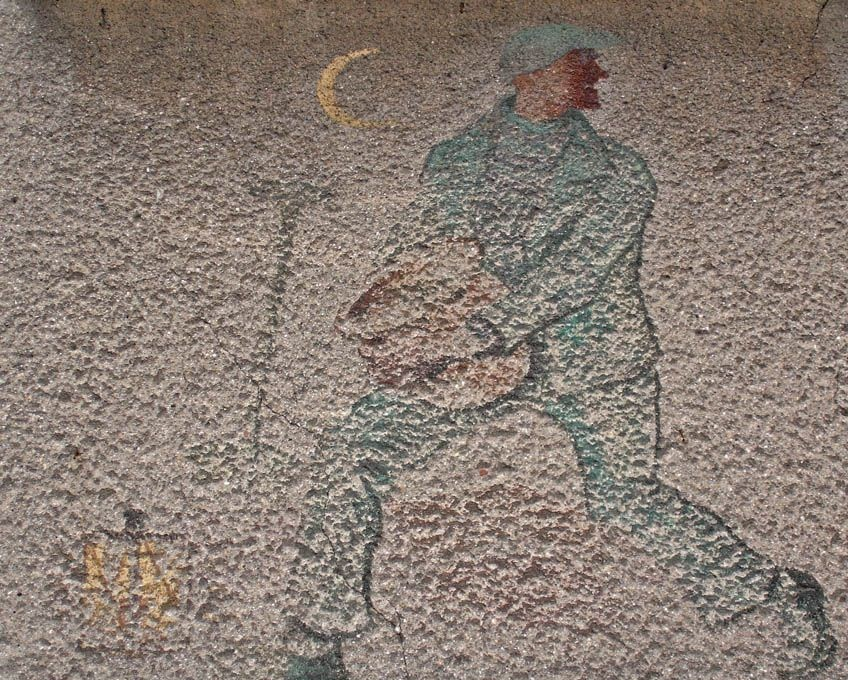
Figur aus Fresko an der Kreissparkasse in Bad Charlottenbrunn (Foto: 1958)

Martin Sternagel (* 1893 in Langwaltersdorf bei Friedland, Niederschlesien; † 1943) war ein deutscher Maler und Grafiker.
Sternagel, der in Waldenburg (Niederschlesien) lebte, arbeitete hauptsächlich als Aquarellist, entwarf aber auch Exlibris. Er studierte an der Staatlichen Akademie für Kunst und Kunstgewerbe in Breslau, danach an der Kunstakademie München. Er war Mitglied der „Waldenburger Künstlergilde“.
In Bad Charlottenbrunn im Waldenburger Bergland malte er das Fresko an der Vorderfront der damaligen Kreissparkassen-Filiale. Heute wird dieses Gebäude als Apotheke genutzt, an der die fünf Figuren noch schwach zu erkennen sind.